# Орлик (река)
О́рлик (до 1784 — Орёл, также Орла, Орлея) — река в Орловской области России. Протекает по Знаменскому, Хотынецкому, Урицкому, Орловскому районам и городскому округу город Орёл. Левый приток верхнего течения Оки.
Длина реки составляет 66 км, площадь водосборного бассейна 544 км².

## Гидроним
Как полагала Г. П. Смолицкая (1926—2006), автор книги «Занимательная топонимика», своё название город Орёл получил благодаря реке Орель — именно так в 1566 году, когда Иван Грозный издал указ об основании города, по её мнению, назывался Орлик. Другие источники и версии также называют варианты Орла и Орлея, но наиболее распространённым и общепринятым вариантом является Орёл. В 1784 году река была официально переименована в Орлик.

## Гидрография
Орлик берёт начало на высоте примерно 230 м над уровнем моря у деревни Сорокина Краснорябинского сельского поселения Хотынецкого района Орловской области и завершает свой путь, впадая в Оку в историческом центре города Орла. Устье реки находится на высоте 149 м над уровнем моря в 1390 км от устья Оки.
Притоки (км от устья):
- 6,5 км: река Сухая Орлица (лв);
- 34 км: река Орлица (пр);
- 54 км: река Козинка (лв)[5].

## Экология
По состоянию на 2010 год бассейн реки подвержен серьёзному загрязнению неочищенными бытовыми сточными водами, содержание различных бактерий превышает норму в сотни раз, берега сильно замусорены.

## Данные водного реестра
По данным государственного водного реестра России относится к Окскому бассейновому округу, водохозяйственный участок реки — Ока от истока до города Орёл, речной подбассейн реки — бассейны притоков Оки до впадения Мокши. Речной бассейн реки — Ока.